# Droga krajowa B5 (Niemcy)
Droga krajowa 5 (niem. Bundesstraße 5, B 5) – niemiecka droga krajowa przebiegająca  z północy na wschód, od granicy z Danią w Süderlügum przez Husum, Hamburg, Ludwigslust, Berlin, Frankfurt nad Odrą do granicy z Polską w Słubicach.

## Miejscowości leżące przy B5

### Szlezwik-Holsztyn
Süderlügum, Braderup, Klixbühl, Niebüll, Risum-Lindholm, Broweg, Stedesand, Sande, Perebüll, Hörn, Bargum, Langenhorn-Loheide, Stollberg, Bredstedt, Breklum, Struckum, Hattstedt, Horstedt, Husum, Tönning, Karolinenkoog, Hemme, Heide, Hemmingstedt, Epenwöhrden, Meldorf, Ammerswurth, Elpersbüttel, Eesch, Busenwurth, Barlt, Trennewurth, Helse, Marne, Diekhusen-Fahrstedt, Schmedeswurth, Kattrepel, Diekshörn, Brunsbüttel, Sankt Margarethen, Wilster, Bekdorf, Itzehoe, Börnsen, Escheburg, Geesthacht, Grünhof, Schnakenbek, Lauenburg/Elbe.

### Hamburg
Hamburg

### Meklemburgia-Pomorze Przednie
Boizenburg/Elbe, Neu Gülze, Zahrendorf, Dersenow, Vellahn, Pritzier, Neuenrode, Redefin, Groß Krams, Kummer, Ludwigslust, Grabow.

### Brandenburgia
Groß Warnow, Garlin, Karstädt, Glövzin, Premslin, Quitzow, Perleberg, Düpow, Ponitz, Groß Werzin, Viesecke, Neu Schrepkow, Kunow, Gumtow, Demerthin, Mechow, Kyritz, Heinrichsfelden, Wüsterhausen/Dosse, Bückwitz, Segeletz, Friesack, Pessin, Selbelang, Ribbeck, Berge, Lietzow, Nauen, Bredow, Wernitz, Wustermark, Dallgow-Döberitz, Dahlwitz-Hoppegarten, Herzfelde, Hoppegarten, Müncheberg, Heinersdorf, Arensdorf, Georgenthal, Petershagen, Treplin, Frankfurt nad Odrą

### Berlin
Berlin

## Historia
Droga przebiega po terenie Niemiec po trasie wytyczonej w 1932 r. Reichsstraße 5, która przebiegała od granicy duńskiej do Frankfurtu nad Odrą i dalej przez Zieloną Górę, Wrocław, Opole, do Bytomia na ówczesnej granicy.
Budowę utwardzonej nawierzchni pomiędzy Berlinem a Frankfurtem ukończono w 1803 r. Pomiędzy Frankfurtem a Wrocławiem w 1819, Wrocławiem a Gliwicami w 1824, a między Berlinem i Hamburgiem w 1830 r. W kolejnych latach rozbudowywano pozostałe odcinki.
W latach 30. odcinki Bückwitz – Nauen – Berlin i Münchenberg – Frankfurt znajdowały się w ciągu dróg nr 103 i 167, natomiast trasa nr 5 biegła przez Neuruppin, Finowfurt, Eberswalde, Bad Freienwalde, Seelow i Lebus.
Po 2. wojnie światowej trasa w NRD (Fernverkehrsstraße 5) od 1949 roku do 21 grudnia 1987 roku na odcinku z okolic Boizenburg do Berlina  służyła jako droga tranzytowa z Niemiec Zachodnich do Berlina Zachodniego.

## Linki zewnętrzne

Drogi w rejonie Hamburga
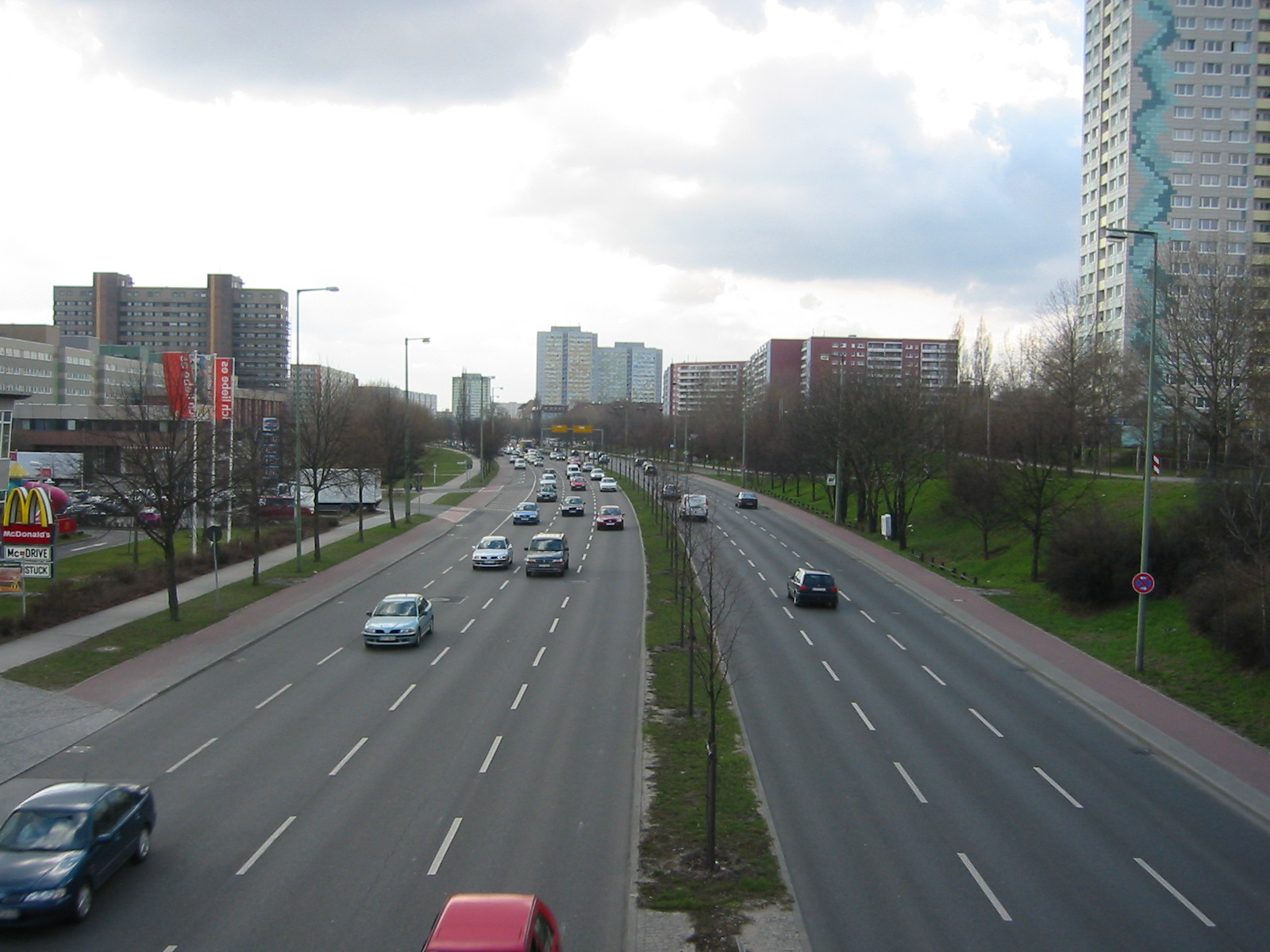
Droga B1 i B5 w Berlinie